# خوان ماريا غوتييريث
خوان ماريا غوتييريث (بالإسبانية: Juan María Gutiérrez)‏ رجل قانون ومؤرخ وناقد أدبي وشاعر أرجنتيني، ولد في بوينس آيرس في 6 مايو 1809. ويعد من رواد إرساء دعائم الثقافة الأرجنتينية وتطويرها في القرن التاسع عشر، وباني الليبرالية الأرجنتينية في عصره، لتنوع اهتماماته ومواهبه، حيث شغل، إلى جانب عمله الأدبي، منصب وزير ونائب في البرلمان، ورئيس جامعة بوينس آيرس، ورئيس مجلس التربية الوطنية، ورئيس قسم المدارس. وغوتييريز هو مؤلف العديد من الأعمال من مختلف الأجناس الأدبية مثل اللوحات المخصصة، والروايات، والسير الذاتية، ونقد الأعمال الأدبية والعلمية.
كان لغوتييريز نشاطا سياسيا هاما بوصفه كان عضوا في مجلس إنتري ريوس خلال المؤتمر الدستوري لعام 1853 وشغله لمنصب وزير الشؤون الخارجية في اتحاد الأرجنتين بين عامي 1854 و1856، فضلا عن كونه واحدا من مؤسسي رابطة مايو.
كما كان داعما فاعلاً للنشاط العلمي والتقني في الأرجنتين. شغل منصب رئيس جامعة بوينس آيرس من 1861 حتى تقاعده في عام 1874. وكان، جنبا إلى جنب مع هيرمان بورمايستر، رائد دراسة العلوم الطبيعية في الأرجنتين. وتوفي في يوينس آيرس في 26 فبراير 1878.